# آب ایستاده
دریاچه آب ایستاده یک دریاچه آب شور در ولایت غزنی افغانستان است. این دریاچه در اثر شکافت چامان (Chaman Fault) در کوهپایه‌های جنوبی هندوکش در ۱۲۵ کیلومتری از غزنی به وجود آمده است.

## شرح
در دوران مدرن، سطح دریاچه ۱۳۰ کیلومتر مربع (۵۰ مایل مربع) گزارش شده است، اگرچه به طور دوره‌ای خشک می‌شود. بسیار کم عمق است و عمق آن از ۳/۷ متر (۱۲ فوت) تجاوز نمی‌کند. دو جزیره کوچک در نزدیکی ساحل جنوب شرقی دریاچه وجود دارد، لویا گوندای (۲۵۰۰ متر مربع (۲۷۰۰۰ فوت مربع) و کوچنی قندای (۵۰۰ متر مربع (۵۴۰۰ فوت مربع). آب بسیار قلیایی دارد و گاهی اوقات تلفات دسته‌جمعی ماهیان آب شیرین رودخانه غزنی رخ می‌دهد.
رودخانه‌های غزنی، سرده و نهاره که از سمت شمال شرقی به دریاچه می‌ریزند، اصلی‌ترین جریان ورودی به دریاچه آب ایستاده هستند. حوضه آبریزی ۱۷۲۵۲ کیلومتر مربع (۶۶۶۱ مایل مربع) پوشش می‌دهد و در سال ۲۰۰۳ بیش از ۱/۸ میلیون نفر را در خود جای داده است. سه مجموعه از سواحل مرتفع اطراف دریاچه به ارتفاع  ۲ تا ۳ متر (۶ فوت ۷ اینچ تا ۹ فوت ۱۰ اینچ)، ۶ تا ۷ متر (۲۰ تا ۲۳ فوت) و ۹ تا ۱۰ متر (۳۰ تا ۳۳ فوت) بالاتر از سطح دریاچه قرار دارند.